# Moonlight (filme)
Moonlight (Brasil: Moonlight: Sob a Luz do Luar / Portugal:  Moonlight ) é um filme de drama estadunidense de 2016 dirigido por Barry Jenkins e escrito por Jenkins e Tarell Alvin McCraney, baseado na peça inédita In Moonlight Black Boys Look Blue de McCraney. A produção é estrelada por Trevante Rhodes, André Holland, Janelle Monáe, Ashton Sanders, Jharrel Jerome, Naomie Harris e Mahershala Ali.
O filme apresenta três etapas na vida de Chiron, o personagem principal, explorando as dificuldades que ele enfrenta no processo de reconhecimento de sua própria identidade e sexualidade, e o abuso físico e emocional que recebe ao longo destas transformações. Filmado em Miami, na Flórida, em 2015, Moonlight estreou no  Festival de Cinema de Telluride em 2 de setembro de 2016. Distribuído pela A24, o filme foi lançado nos Estados Unidos em 21 de outubro de 2016 e arrecadou 28 milhões de dólares em todo o mundo.
Moonlight foi citado como um dos melhores filmes do século 21 e de todos os tempos. Nos Prémios Globo de Ouro de 2017 ganhou na categoria de Melhor Filme – Drama e foi indicado em cinco outras categorias. O filme recebeu oito indicações aos prêmios da Academia no 89.º Oscar, ganhando nas categorias de Melhor Filme, Melhor Roteiro Adaptado e Melhor Ator Coadjuvante para Ali.
O filme também se tornou o primeiro filme com um elenco todo de negros, o primeiro filme de temática LGBT e o segundo filme de menor bilheteria americana (atrás de The Hurt Locker) a ganhar o prêmio de Melhor Filme. A editora do filme, Joi McMillon, tornou-se a primeira mulher negra a ser nomeada para um Oscar de edição (juntamente com o co-editor Nat Sanders) e Ali se tornou o primeiro muçulmano a ganhar um Oscar de atuação.

## Enredo

### i. Little
Em Liberty City, Miami, o narcotraficante cubano Juan ( Mahershala Ali) encontra Chiron (Alex R. Hibbert), uma criança retraída conhecida pelo apelido de "Little", escondendo-se de um bando de garotos da vizinhança. Juan permite que Chiron passe a noite com ele e sua namorada Teresa (Janelle Monáe) antes de devolvê-lo à sua emocionalmente abusiva mãe Paula (Naomie Harris) no dia seguinte.
Chiron começa a conviver com Juan, que o ensina a nadar e aconselha-o a fazer seu próprio caminho. Uma noite, Juan observa Paula fumar crack com um de seus clientes. Juan a repreende por seu vício enquanto Paula o repreende por vender crack naquele lugar. Envergonhada, ela tira suas frustrações em Chiron ao voltar para casa e chama ele de "bicha".
No dia seguinte, Chiron admite a Juan e Teresa que odeia sua mãe antes de perguntar o que "bicha" significa. Juan responde que não há nada de errado em ser gay e que ele não deve permitir que outras pessoas zombem dele por isso. Depois de perguntar a Juan se ele vende drogas e se sua mãe é uma usuária de drogas, Chiron sai enquanto Juan abaixa a cabeça envergonhado.

### ii. Chiron
Agora, já adolescente, Chiron (Ashton Sanders) vive se esquivando para evitar seu colega Terrel, que muitas vezes o intimida, e passa tempo com Teresa, que vive sozinha desde a morte de Juan. Paula tornou-se viciada em crack e prostitui-se para financiar seu vício, muitas vezes coagindo Chiron em dar o dinheiro que Teresa o concede.
Uma noite, Chiron tem um sonho em que seu amigo mais próximo, Kevin (Jharrel Jerome), faz sexo com uma mulher. Em outra noite, Kevin visita Chiron na praia perto de sua casa. Enquanto fumam um baseado, os dois discutem suas respectivas ambições e o apelido, "Black", que Kevin deu a Chiron. Depois de um momento carregado, eles se beijam, e Kevin masturba Chiron.
Na manhã seguinte, Terrel pressiona Kevin a participar de um ritual de trote. Kevin relutantemente dá socos em Chiron até que ele fica incapaz de se levantar, em seguida Terrel e vários outros começam a chutá-lo. Chiron se reúne mais tarde com uma assistente social, que o incita a revelar a identidade de seus agressores. Ele recusa, pois acredita que identificá-los não vai resolver nada. No dia seguinte, Chiron estraçalha uma cadeira nas costas de Terrel. A polícia leva Chiron detido, na saída da escola ele olha para Kevin que apresenta um semblante de lamento e desamparo.

### iii.	Black
Agora sendo tratado pelo nome "Black", o adulto Chiron (Trevante Rhodes) trafica drogas em Atlanta. Ele recebe chamadas frequentes de Paula, que pede-lhe para visitá-la no centro de tratamento de drogas, onde ela agora vive. Uma noite, ele recebe um telefonema de Kevin (André Holland), que pede desculpas pelo seu comportamento e convida Chiron a visitá-lo em Miami. No dia seguinte, ele acorda depois de sonhar com Kevin para descobrir que ele teve um sonho molhado.
Ao visitar sua mãe no centro de tratamento de drogas, Chiron admite que ele sente remorso por sua falta de empatia para com ela. Paula eventualmente se desculpa por não estar lá quando ele precisava dela, e ele a perdoa. Ele então viaja para Miami e se encontra com Kevin, que agora trabalha em um restaurante, mas fica relutante em falar ou beber com ele.
Kevin confessa que ele está surpreso com a nova aparência, ocupação e motivação de Chiron para vê-lo. Depois do jantar, os dois se dirigem até a casa de Kevin. Kevin diz a Chiron que, embora sua vida não tenha ocorrido da maneira que esperou, ainda assim ele é feliz. Chiron admite que nunca foi íntimo com outra pessoa desde o seu encontro na praia. Enquanto Kevin o conforta, Chiron pensa em seu tempo como uma criança na praia.

## Elenco
- Chiron, o protagonista do filme
  - Trevante Rhodes como Chiron (adulto) / "Black"
  - Ashton Sanders como Chiron (adolescente)
  - Alex R. Hibbert como Chiron (criança) / "Little"
- Kevin, o interesse romântico de Chiron
  - André Holland como Kevin (adulto)
  - Jharrel Jerome como Kevin (adolescente)
  - Jaden Piner como Kevin (criança)
- Naomie Harris como Paula, mãe viciada em drogas de Chiron
- Mahershala Ali como Juan, um traficante de drogas que se torna uma figura paterna para Chiron
- Janelle Monáe como Teresa, namorada de Juan
- Patrick Decile como Terrel, um valentão da escola

## Produção

### Desenvolvimento

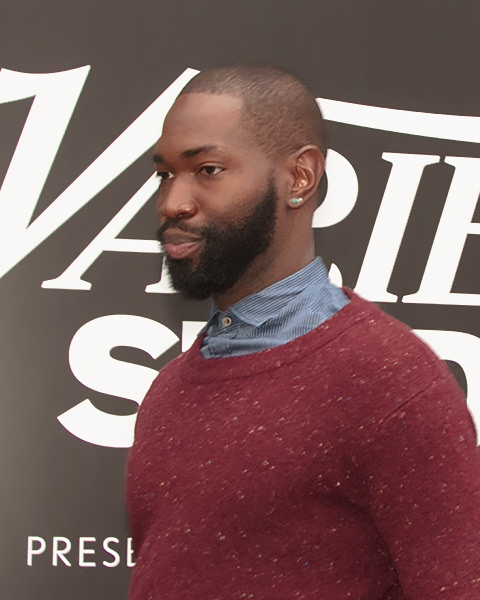
McCraney no Festival de Cinema de Toronto.

Em 2003, Tarell Alvin McCraney escreveu a peça teatral semi-autobiográfica In Moonlight Black Boys Look Blue como uma forma de lidar com a morte de sua mãe de AIDS. A peça de teatro foi arquivada por cerca de uma década antes de servir como base para Moonlight.
Após o lançamento de seu filme de estreia Medicine for Melancholy em 2008, Barry Jenkins escreveu vários roteiros, nenhum dos quais entrou em produção. Em janeiro de 2013, a produtora Adele Romanski pediu a Jenkins para fazer um segundo filme. Os dois fizeram um brainstorming algumas vezes por videoconferência, com o objetivo de produzir um filme de baixo orçamento "cinematográfico e pessoal". Jenkins foi apresentado à obra de McCraney, In Moonlight Black Boys Look Blue, através do coletivo de artes Borscht em Miami. Após discussões com McCraney, Jenkins escreveu o primeiro esboço do filme em uma visita de um mês a Bruxelas.
Embora a peça original se estruture em três partes, elas se dão simultaneamente para que o público experimentasse um dia na vida de Little, Chiron e Black concorrentemente. Na verdade, não fica claro que os personagens são a mesma pessoa até a metade da peça. Jenkins preferiu dividir as três partes da peça original em capítulos distintos e se concentrar na história de Chiron.
O resultado foi um roteiro que refletiu semelhantes nas criações de Jenkins e McCraney. O personagem Juan foi baseado no pai do irmão de McCraney, que também era um "defensor" de McCraney, assim como Juan era para Chiron. Da mesma forma, Paula era uma representação das mães de Jenkins e McCraney, que tanto lutavam com vícios de drogas. McCraney e Jenkins também cresceram em Liberty City, o principal ambiente do filme.
Jenkins procurou financiamento para o filme ao longo de 2013, encontrando sucesso depois de compartilhar o roteiro com os executivos da companhia Plan B Entertainment no Festival de Cinema de Telluride daquele ano. Dede Gardner e Jeremy Kleiner da Plan B Entertainment tornaram-se produtores do filme, e a companhia A24 se comprometeu a financiá-lo e realizar a distribuição mundial, que marcou a primeira produção da empresa.

### Elenco
Diferentes atores retrataram Chiron e Kevin em cada capítulo do filme. Ashton Sanders foi escolhido para o papel de Chiron na adolescência. Alex R. Hibbert e Jaden Piner foram escolhidos para os papéis de Chiron e Kevin na infância, respectivamente, em um casting aberto em Miami. Trevante Rhodes fez audição originalmente para o papel de Kevin, antes que fosse escolhido como Chiron adulto.
André Holland já havia atuado nas peças de McCraney e havia lido a peça In Moonlight Black Boys Look Blue uma década antes do lançamento do filme. Holland foi atraído para o papel do Kevin adulto, quando mais tarde leu o roteiro do filme, afirmando: "[O script] foi a melhor coisa que eu já li".
Naomie Harris inicialmente estava relutante em retratar Paula, afirmando que não queria interpretar uma representação estereotipada de uma mulher negra. Ao abordar suas preocupações, Jenkins baseou em sua própria mãe e na de McCraney para desenvolver a personagem de Harris. A atriz britânica comentou mais tarde que embora tivesse decidido previamente não retratar uma viciada em drogas, o roteiro do filme e a tolerância do diretor a convenceu. Em preparação para seu papel, Harris assistiu a entrevistas de pessoas com dependência de crack, e se reuniu com mulheres viciadas.
Adele Romanski propôs que Juan fosse interpretado por Mahershala Ali, que teve um papel em um de seus filmes anteriormente produzidos, Kicks. Jenkins estava hesitante quando escolheu Ali, devido ao seu papel como Remy Danton em House of Cards. No entanto, ele se convenceu depois de testemunhar Ali atuando e ver que o ator compreendeu a mensagem de seu personagem. Ali considerou o papel uma oportunidade importante de retratar um mentor masculino afro-americano, e aproveitou suas experiências para enriquecer o personagem. Foi enviado o roteiro a Janelle Monáe que imediatamente respondeu confirmando o interesse em seu papel como Teresa, comentando que ela também tinha membros da família com lutas semelhantes relacionadas com drogas e identidade sexual.

### Filmagens

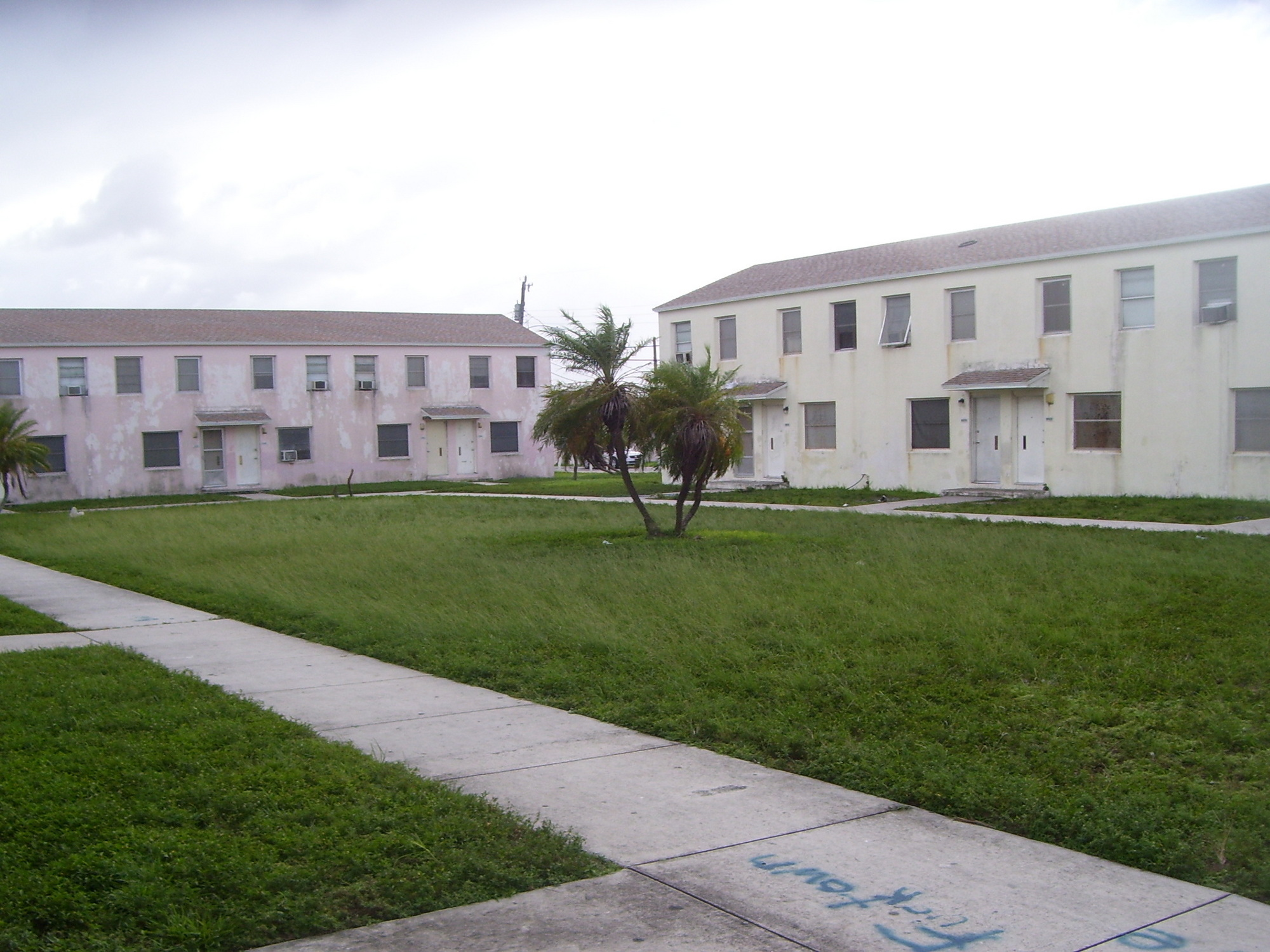
Parte do filme foi rodado no complexo residencial Liberty Square.

As filmagens começaram em 14 de outubro de 2015, em Miami, Flórida. Depois de procurar locais em Miami com Romanski, Jenkins fez um esforço para filmar em locais onde ele já havia morado anteriormente. O complexo residencial Liberty Square, no bairro Liberty City, foi escolhido como um dos locais possíveis, uma vez que McCraney e Jenkins cresceram naquela área. O filme foi filmado sem perturbações já que Jenkins tinha parentes que viviam na área, embora o elenco e a equipe tivessem a proteção de escoltas policiais. Naomie Harris declarou mais tarde:
Era a primeira vez que alguém ia até aquela comunidade e queria representá-la na tela, e uma vez que Barry Jenkins cresceu naquela área, havia esse sentimento de orgulho e esse desejo de apoiá-lo. Você sentia esse amor da comunidade que eu nunca senti em nenhum outro lugar, em qualquer lugar do mundo, e foi tão estranho que aconteceu em um lugar onde as pessoas estavam esperando o oposto completo.
Durante as filmagens, Jenkins certificou-se de que os três atores que interpretariam Chiron não se encontrassem até depois de filmar para evitar qualquer imitação entre eles. Consequentemente, Rhodes, Sanders e Hibbert filmaram em períodos separados de duas semanas. Mahershala Ali voou frequentemente a Miami em fins de semana consecutivos para filmar durante a produção de outros projetos. Naomie Harris filmou todas as suas cenas em três dias sem ensaios, enquanto André Holland filmou a totalidade de suas cenas em cinco. O filme foi filmado em um período de vinte e cinco dias.
Jenkins trabalhou com o cinegrafista e amigo de longa data James Laxton, que já havia filmado Medicine for Melancholy. Os dois optaram por evitar o "olhar documentário" e, assim, filmaram a filme usando lentes CinemaScope widescreen em uma câmera digital Arri Alexa, que ressaltou o tom da pele. Com o colorista Alex Bickel, eles conseguiram isso criando um grau de cor que aumentava o contraste e a saturação, preservando o detalhe e a cor. Como resultado, os três capítulos do filme foram projetados para imitar diferentes películas cinematográficas. O primeiro capítulo emulou o filme Fuji para intensificar os tons de pele do elenco. O segundo capítulo se utilizou da película de filme AGFA, que adicionou ciano às imagens, enquanto o terceiro capítulo usou uma película modificada da Kodak.

### Música
A trilha sonora de Moonlight foi composta por Nicholas Britell. Britell aplicou a técnica fragmentada e distorcida de remixes de hip hop para música orquestral, produzindo uma sonoridade fluida e intensa. O álbum da trilha sonora, lançada em 21 de outubro de 2016, consiste de dezoito músicas originais de Britell junto com outras de Goodie Mob, Boris Gardiner e Barbara Lewis. Embora utilizada ao longo da película, a canção "Cucurrucucu Paloma" interpretada por Caetano Veloso não aparece no álbum.

## Temas
Peter Bradshaw, do The Guardian, lista "amor, sexo, sobrevivência, mães e figuras paternas" entre seus temas, particularmente a falta de um pai carinhoso. No entanto, A. O. Scott do The New York Times cita o personagem Juan como um exemplo de como o filme "evoca clichês da masculinidade afro-americana para quebrá-los". Em sua crítica na Variety, Peter Debruge sugere que o filme demonstra que a identidade afro-americana é mais complexa do que foi retratada em filmes do passado. Por exemplo, embora Juan desempenhe o papel de defensor e protetor de Little, ele também é parte da causa raiz de pelo menos algumas das dificuldades que o menino enfrenta.
Um tema importante de Moonlight é a identidade masculina negra e suas interações com a identidade sexual. O filme assume uma forma semelhante a um tríptico para explorar o caminho de um homem desde uma infância negligenciada, passando por uma adolescência revoltada, até à auto-realização e realização na idade adulta.
Esta história específica da sexualidade de Chiron também é vista como uma história de raça numa era “pós-Obama”. O filme combina filme de arte com filme de capuz ao retratar personagens afro-americanos na tela. Muitas técnicas técnicas de filme são empregadas para justapor os personagens e a ação em cena, incluindo o uso de uma partitura orquestral feita na melodia de motivos populares de R&B e hip-hop. Trata especificamente do tema da recuperação da identidade, especialmente no que diz respeito à negritude. Os personagens operam em uma cidade urbana da classe trabalhadora na Flórida, mas são retratados em convenções de arte para criar um novo espaço para personagens negros no cinema. Isso reflete a própria odisséia de Chiron para aprender quem ele é, já que ele luta constantemente para tentar encontrar algum essencialismo em sua identidade, mas falha consistentemente em fazê-lo. A estrutura do tríptico ajuda a reiterar a personalidade fragmentada do filme e de Chiron.

### Masculinidade negra
O co-roteirista do filme, Tarell Alvin McCraney, fala sobre o tema da masculinidade negra no filme, explicando por que Chiron se esforçou tanto para alterar sua personalidade. Ele argumenta que comunidades sem privilégio ou poder procuram obtê-lo de outras maneiras. Ele diz que uma forma pela qual os homens nessas comunidades o fazem é tentando melhorar a sua identidade masculina, sabendo que isso muitas vezes proporciona um meio para um maior controlo social numa sociedade patriarcal.
Em Moonlight, a masculinidade é retratada como rígida e agressiva, entre o comportamento dos jovens negros do grupo de adolescentes de Chiron. A expressão da hipermasculinidade entre homens negros tem sido associada à aceitação dos pares e da comunidade. Ser homossexual dentro da comunidade negra, por outro lado, tem sido associado à alienação social e ao julgamento homofóbico por parte dos pares, porque os homens negros gays são vistos como fracos ou afeminados. No filme, Chiron é colocado nesta divisão como um homem negro gay e altera sua apresentação da masculinidade como uma estratégia para evitar o ridículo porque a homossexualidade é vista como incompatível com as expectativas masculinas negras. Quando criança, Kevin esconde sua sexualidade para evitar ser apontado como Chiron. À medida que Chiron envelhece, ele reconhece a necessidade de se conformar a um ideal heteronormativo de masculinidade negra para evitar abusos e homofobia. Quando adulto, Chiron opta por abraçar o desempenho estereotipado do gênero masculino negro, tornando-se musculoso e traficante de drogas.
Moonlight explora os efeitos dessa impotência sentida nos homens negros. Como explica McCraney, lidar com esse sentimento muitas vezes coincide com tentativas de exagerar a masculinidade, de uma forma que pode facilmente se tornar tóxica. Ele diz que um efeito colateral infeliz de se inclinar demais para a masculinidade é que os homens não querem mais ser "acariciados, nutridos ou gentis", e é por isso que um personagem como Juan pode ser intrigante para alguns públicos.

### Intersecção de negritude, masculinidade e vulnerabilidade
Negritude, masculinidade e vulnerabilidade são os principais focos deste filme. Na cena da praia com Chiron, Juan, sua figura paterna no filme, enfatiza a importância da identidade negra. Juan diz: "Há negros em todos os lugares. Lembre-se disso, ok? Nenhum lugar para onde você possa ir no mundo não tem negros. Fomos os primeiros neste planeta." Enquanto Juan fala sobre a relevância e importância da experiência negra, ele também pensa em uma época de sua juventude em que um estranho lhe disse “ao luar, os meninos negros ficam azuis”. Esta é uma imagem que o público vê enquanto o diretor, Barry Jenkins, fornece inúmeras fotos de Chiron ao luar. Parece que Juan parece associar esta imagem à vulnerabilidade, visto que conta a Chiron que acabou por abandonar o apelido de “Azul” para fomentar a sua própria identidade. As cenas que retratam Chiron ao luar são quase sempre aquelas em que ele está vulnerável, incluindo sua noite íntima na praia com Kevin. Ao longo do filme, esta dicotomia entre preto e azul substitui aquela entre resistente e vulnerável, com o corpo negro frequentemente pairando entre os dois. Na situação de Chiron, o corpo negro, que pode ser visto como inerentemente vulnerável na sociedade americana, deve ser resistente para sobreviver, como visto pela identidade final, muito masculina e dominante de Chiron.

### Água
A água é frequentemente vista como purificadora e transformadora e isso também fica evidente no filme. Seja ele nadando no oceano ou simplesmente jogando água no rosto, Chiron está constantemente interagindo com a água. No entanto, é mais notável que a água é vista com mais frequência no filme em tempos de imensa transição para Chiron. Ao longo de sua vida, Chiron recorre à água para lhe trazer conforto, por exemplo, tomando banho quando sua mãe não está em casa ou nadando no oceano com Juan. Na cena em que Juan ensinou Little a nadar, ele explicou-lhe a dualidade da água em relação à existência negra, conceito abordado em "Black Atlantic, Queer Atlantic", de Omise'eke Natasha Tinsley. O oceano é como uma corrente cruzada, como diz Tinsley, que pode ser simultaneamente um lugar de desigualdade e exploração, bem como de beleza e resistência. Tinsley descreve como "a própria estranheza negra se torna uma corrente cruzada através da qual podemos ver subjetividades híbridas e resistentes e, talvez, as queer negras realmente não tenham ancestralidade, exceto a água negra". A água é um ambiente que pode destruir Chiron ou permitir que ele triunfe, e ao longo do filme vemos Chiron usando a água para lidar com a situação e se encontrar.

### Comida
O filme apresenta três cenas em cada um dos três capítulos que mostram alguém preparando uma refeição ou dando comida para Chiron. Jenkins disse que isso foi feito para demonstrar um senso de confiança e intimidade entre os personagens, ou para enfatizar a falta disso. Nas palavras de Jenkins: “Quando você cozinha para alguém, este é um ato deliberado de carinho, [e] essa coisa muito simples é a moeda da intimidade genuína”. As reações de Chiron a cada uma das cenas da refeição são para mostrar onde ele está emocional e psicologicamente em cada capítulo da história. A cena da lanchonete onde Kevin é mostrado preparando detalhadamente o “Chef Especial” foi para acentuar seu carinho por Chiron no cuidado que ele demonstra ao preparar a refeição. Esta também é a única cena em que a comida que alguém dá a Chiron é mostrada sendo montada. Jenkins explicou ainda: "Algo especial estava acontecendo: Kevin estava preparando isso deliberadamente por amor. Além disso, nunca vi um homem negro cozinhar para outro homem negro em um filme, televisão ou qualquer tipo de mídia."

## Resposta crítica
No Rotten Tomatoes, o filme detém um índice de aprovação de 98% com base em 402 críticas, com uma classificação média de 9/10. O consenso crítico do site diz: "Moonlight usa a história de um homem para oferecer uma visão notável e brilhantemente elaborada de vidas raramente vistas no cinema." No Metacritic, o filme tem uma pontuação de 99 em 100, com base em 53 críticos, indicando "aclamação universal". Em ambos os sites, foi o filme com maior pontuação lançado em 2016.
David Rooney do The Hollywood Reporter escreveu uma crítica positiva após a estreia de Moonlight no Festival de Cinema de Telluride de 2016. Ele elogiou as atuações dos atores e descreveu a cinematografia de James Laxton como "fluida e sedutora, enganosamente suave e repleta de compaixão abrasadora". Rooney concluiu que o filme "atingirá acordes plangentes para qualquer pessoa que já lutou com a identidade ou para encontrar conexões em um mundo solitário". Em uma crítica uniformemente positiva para a Time Out New York, Joshua Rothkopf deu ao Moonlight cinco estrelas de cinco e elogiou a direção de Barry Jenkins.
Brian Formo, do Collider deu ao Moonlight uma nota 'A-', aplaudindo as atuações e a direção, mas afirmando que o filme "é mais pessoal e importante do que ótimo". Da mesma forma, Jake Cole da Slant Magazine elogiou a atuação, mas criticou o roteiro e argumentou que "grande parte do filme parece antiquada". Em uma crítica para The Verge, Tasha Robinson lamentou os detalhes da trama omitidos entre os três atos do filme, mas escreveu que "o que chega à tela é inesquecível".
Ao discutir o filme após sua exibição no Festival Internacional de Cinema de Toronto de 2016, Justin Chang, do Los Angeles Times descreveu Moonlight como "dolorosamente romântico e incomumente sábio", e um dos primeiros candidatos ao Oscar. Chang escreveu ainda: "[Barry Jenkins] fez um filme que incentiva o espectador a olhar além da aparência externa de Chiron e seus significantes superficiais de identidade, escalando estereótipos familiares para desmantelá-los silenciosamente por dentro... [Moonlight] não diz muito. Diz tudo".

Escrevendo para a The London Review of Books em fevereiro de 2017, Michael Wood caracterizou o filme como um estudo de uma tragédia intergeracional herdada:
[No final do filme] ainda faltam dez minutos do falecido Ingmar Bergman. O filme continua nos mostrando o rosto bonito e inescrutável de Chiron. O silêncio não nos diz nada, apenas nos pede para sentir pena dele... Mas nem tudo está perdido, porque ao olharmos para Chiron, podemos pensar em outra coisa: sua semelhança com Juan (sua figura paterna). Isso significa que Juan já foi um Chiron... Talvez não seja bem isso, mas a última cena do filme é do jovem Chiron sentado na praia... olhando para o oceano... Seus olhos arregalados sugerem todo o desolação e promessa que Juan viu nele no início. Se começássemos de novo, as coisas seriam diferentes?
Camilla Long, do The Times escreveu que a "história do filme foi contada inúmeras vezes, em inúmeros cenários", e que o filme não é "relevante" para um público predominantemente "heterossexual, branco e de classe média". Catherine Shoard, no entanto, apontou que "as opiniões dos críticos são subjetivas, e deveriam ser", mas também notou sua consternação pela "luta de Long para sentir por aqueles que não são como você". Além disso, David McAlmont do The Huffington Post referiu-se à crítica de Long como "não uma crítica ... [mas] uma resposta irascível a outras críticas."
Richard Brody, do The New Yorker incluiu Moonlight em sua lista dos 27 melhores filmes da década.
Em uma lista dos dez melhores filmes da década no Metacritic, ficou empatado em segundo lugar e ficou em segundo lugar nas menções gerais nas listas dos dez melhores filmes da década.
O site They Shoot Pictures, Don't They? lista Moonlight como o nono filme mais aclamado do século XXI.
Moonlight foi listado em mais de 180 listas dos dez melhores críticos em 2016, incluindo 65 classificações de primeiro lugar e 33 classificações de segundo lugar.
Os escritores do IndieWire classificaram Moonlight como o 16º melhor roteiro americano do século 21, afirmando que Jenkins e McCraney "aprofundam-se em três breves momentos e pedem ao público para fazer conexões [...] as escolhas ousadas e arriscadas do roteiro de Moonlight valem a pena de maneiras que fazem com que esta obra-prima só melhore com o tempo e repita as visualizações."

### Impacto cultural
O filme é referenciado em "Moonlight", uma música do álbum de estúdio de Jay-Z de 2017, 4:44. No encerramento do episódio "Haw-Haw Land" de The Simpsons, afirma-se que o episódio deveria ser uma paródia do filme, em vez de La La Land (ele próprio parodiando o erro no 89º Oscar.)

## Prêmios e indicações
| Lista de prêmios e indicações                 | Lista de prêmios e indicações | Lista de prêmios e indicações              | Lista de prêmios e indicações | Lista de prêmios e indicações | Lista de prêmios e indicações |
| Premiação                                     | Categoria                     | Indicação                                  | Resultado                     | R.                            |                               |
| --------------------------------------------- | ----------------------------- | ------------------------------------------ | ----------------------------- | ----------------------------- | ----------------------------- |
| American Film Institute                       | Top Ten Films                 | Moonlight                                  | Venceu                        | [ 52 ]                        |                               |
| British Independent Film Awards               | Melhor filme estrangeiro      | Moonlight                                  | Venceu                        | [ 53 ]                        |                               |
| Camerimage                                    | Melhor cinematografia         | James Laxton                               | Indicado                      | [ 54 ]                        |                               |
| Chicago International Film Festival           | Audience Award                | Moonlight                                  | Venceu (c/ Lion)              | [ 55 ]                        |                               |
| Critics Choice Awards                         | Melhor filme                  | Dede Gardner Jeremy Kleiner Adele Romanski | Indicado                      | [ 56 ]                        |                               |
| Critics Choice Awards                         | Melhor diretor                | Barry Jenkins                              | Indicado                      | [ 56 ]                        |                               |
| Critics Choice Awards                         | Melhor ator coadjuvante       | Mahershala Ali                             | Venceu                        | [ 56 ]                        |                               |
| Critics Choice Awards                         | Melhor atriz coadjuvante      | Naomie Harris                              | Indicado                      | [ 56 ]                        |                               |
| Critics Choice Awards                         | Melhor elenco                 | Todo elenco                                | Venceu                        | [ 56 ]                        |                               |
| Critics Choice Awards                         | Melhor ator jovem             | Alex R. Hibbert                            | Indicado                      | [ 56 ]                        |                               |
| Critics Choice Awards                         | Melhor roteiro original       | Barry Jenkins                              | Indicado                      | [ 56 ]                        |                               |
| Critics Choice Awards                         | Melhor cinematografia         | James Laxton                               | Indicado                      | [ 56 ]                        |                               |
| Critics Choice Awards                         | Melhor edição                 | Joi McMillon Nat Sanders                   | Indicado                      | [ 56 ]                        |                               |
| Critics Choice Awards                         | Melhor trilha sonora          | Nicholas Britell                           | Indicado                      | [ 56 ]                        |                               |
| Globo de Ouro                                 | Melhor filme de drama         | Moonlight                                  | Venceu                        | [ 57 ]                        |                               |
| Globo de Ouro                                 | Melhor ator coadjuvante       | Mahershala Ali                             | Indicado                      | [ 57 ]                        |                               |
| Globo de Ouro                                 | Melhor atriz codjuvante       | Naomie Harris                              | Indicado                      | [ 57 ]                        |                               |
| Globo de Ouro                                 | Melhor diretor                | Barry Jenkins                              | Indicado                      | [ 57 ]                        |                               |
| Globo de Ouro                                 | Melhor roteiro                | Barry Jenkins                              | Indicado                      | [ 57 ]                        |                               |
| Globo de Ouro                                 | Melhor trilha sonora original | Nicholas Britell                           | Indicado                      | [ 57 ]                        |                               |
| Gotham Awards                                 | Melhor filme                  | Moonlight                                  | Indicado                      | [ 58 ]                        |                               |
| Gotham Awards                                 | Melhor roteiro                | Barry Jenkins Tarell Alvin McCraney        | Venceu                        | [ 58 ]                        |                               |
| Gotham Awards                                 | Audience Award                | Moonlight                                  | Venceu                        | [ 58 ]                        |                               |
| Gotham Awards                                 | Melhor elenco                 | Todo elenco                                | Venceu                        | [ 58 ]                        |                               |
| Hollywood Film Awards                         | Hollywood Breakout            | Naomie Harris                              | Venceu                        | [ 59 ]                        |                               |
| Hollywood Music in Media Awards               | Melhor trilha sonora          | Nicholas Britell                           | Venceu                        | [ 60 ]                        |                               |
| Independent Spirit Awards                     | Melhor filme                  | Moonlight                                  | Venceu                        | [ 61 ]                        |                               |
| Independent Spirit Awards                     | Melhor diretor                | Barry Jenkins                              | Venceu                        | [ 61 ]                        |                               |
| Independent Spirit Awards                     | Melhor roteiro                | Barry Jenkins Tarell Alvin McCraney        | Venceu                        | [ 61 ]                        |                               |
| Independent Spirit Awards                     | Melhor cinematografia         | James Laxton                               | Venceu                        | [ 61 ]                        |                               |
| Independent Spirit Awards                     | Melhor edição                 | Joi McMillon Nat Sanders                   | Venceu                        | [ 61 ]                        |                               |
| Independent Spirit Awards                     | Melhor elenco                 | Todo elenco                                | Venceu                        | [ 61 ]                        |                               |
| London Film Festival                          | Competição oficial            | Moonlight                                  | Indicado                      | [ 62 ]                        |                               |
| Los Angeles Film Critics Association          | Melhor filme                  | Moonlight                                  | Venceu                        | [ 63 ]                        |                               |
| Los Angeles Film Critics Association          | Melhor diretor                | Barry Jenkins                              | Venceu                        | [ 63 ]                        |                               |
| Los Angeles Film Critics Association          | Melhor ator coadjuvante       | Mahershala Ali                             | Venceu                        | [ 63 ]                        |                               |
| Los Angeles Film Critics Association          | Melhor cinematografia         | James Laxton                               | Venceu                        | [ 63 ]                        |                               |
| Mar del Plata International Film Festival     | Melhor filme                  | Moonlight                                  | Indicado                      | [ 64 ]                        |                               |
| Mill Valley Film Festival                     | U.S. Cinema                   | Barry Jenkins                              | Venceu                        | [ 65 ]                        |                               |
| National Board of Review                      | Top 10                        | Moonlight                                  | Venceu                        | [ 66 ]                        |                               |
| National Board of Review                      | Melhor diretor                | Barry Jenkins                              | Venceu                        | [ 66 ]                        |                               |
| National Board of Review                      | Melhor atriz coadjuvante      | Naomie Harris                              | Venceu                        | [ 66 ]                        |                               |
| New York Film Critics Circle                  | Melhor diretor                | Barry Jenkins                              | Venceu                        | [ 67 ]                        |                               |
| New York Film Critics Circle                  | Melhor ator coadjuvante       | Mahershala Ali                             | Venceu                        | [ 67 ]                        |                               |
| New York Film Critics Circle                  | Melhor cinematografia         | James Laxton                               | Venceu                        | [ 67 ]                        |                               |
| Santa Barbara International Film Festival     | Virtuosos                     | Naomie Harris                              | Venceu                        | [ 68 ]                        |                               |
| Santa Barbara International Film Festival     | Virtuosos                     | Mahershala Ali                             | Venceu                        | [ 68 ]                        |                               |
| Santa Barbara International Film Festival     | Virtuosos                     | Janelle Monáe                              | Venceu                        | [ 68 ]                        |                               |
| Satellite Awards                              | Melhor filme                  | Moonlight                                  | Indicado                      | [ 69 ]                        |                               |
| Satellite Awards                              | Melhor diretor                | Barry Jenkins                              | Indicado                      | [ 69 ]                        |                               |
| Satellite Awards                              | Melhor ator coadjuvante       | Mahershala Ali                             | Indicado                      | [ 69 ]                        |                               |
| Satellite Awards                              | Melhor atriz coadjuvante      | Naomie Harris                              | Venceu                        | [ 69 ]                        |                               |
| Satellite Awards                              | Melhor roteiro original       | Barry Jenkins                              | Venceu                        | [ 69 ]                        |                               |
| Satellite Awards                              | Melhor cinematografia         | James Laxton                               | Indicado                      | [ 69 ]                        |                               |
| Satellite Awards                              | Melhor edição                 | Joi McMillon Nat Sanders                   | Indicado                      | [ 69 ]                        |                               |
| Prêmios Screen Actors Guild                   | Melhor Ator Coadjuvante       | Mahershala Ali                             | Venceu                        | [ 70 ] [ 71 ]                 |                               |
| Prêmios Screen Actors Guild                   | Melhor Atriz Coadjuvante      | Naomie Harris                              | Indicado                      | [ 70 ] [ 71 ]                 |                               |
| Prêmios Screen Actors Guild                   | Melhor Elenco                 | Elenco                                     | Indicado                      | [ 70 ] [ 71 ]                 |                               |
| Toronto International Film Festival           | Platform Prize                | Barry Jenkins                              | Indicado                      | [ 72 ]                        |                               |
| Washington D.C. Area Film Critics Association | Melhor filme                  | Moonlight                                  | Indicado                      | [ 73 ]                        |                               |
| Washington D.C. Area Film Critics Association | Melhor diretor                | Barry Jenkins                              | Indicado                      | [ 73 ]                        |                               |
| Washington D.C. Area Film Critics Association | Melhor ator coadjuvante       | Mahershala Ali                             | Venceu                        | [ 73 ]                        |                               |
| Washington D.C. Area Film Critics Association | Melhor atriz coadjuvante      | Naomie Harris                              | Indicado                      | [ 73 ]                        |                               |
| Washington D.C. Area Film Critics Association | Melhor roteiro original       | Barry Jenkins Tarell Alvin McCraney        | Indicado                      | [ 73 ]                        |                               |
| Washington D.C. Area Film Critics Association | Melhor elenco                 | Todo elenco                                | Indicado                      | [ 73 ]                        |                               |
| Washington D.C. Area Film Critics Association | Melhor cinematografia         | James Laxton                               | Indicado                      | [ 73 ]                        |                               |
| Washington D.C. Area Film Critics Association | Melhor edição                 | Joi McMillon Nat Sanders                   | Indicado                      | [ 73 ]                        |                               |
| Washington D.C. Area Film Critics Association | Melhor trilha sonora          | Nicholas Britell                           | Indicado                      | [ 73 ]                        |                               |
| Oscar                                         | Melhor Filme                  | Moonlight                                  | Venceu                        |                               |                               |
| Oscar                                         | Melhor Diretor                | Barry Jenkins                              | Indicado                      |                               |                               |
| Oscar                                         | Melhor Ator Coadjuvante       | Mahershala Ali                             | Venceu                        |                               |                               |
| Oscar                                         | Melhor Atriz Coadjuvante      | Naomie Harris                              | Indicado                      |                               |                               |
| Oscar                                         | Melhor Roteiro Adaptado       | Barry Jenkins Tarell Alvin McCraney        | Venceu                        |                               |                               |
| Oscar                                         | Melhor Trilha Sonora          | Nicholas Britell                           | Indicado                      |                               |                               |
| Oscar                                         | Melhor Fotografia             | James Laxton                               | Indicado                      |                               |                               |
| Oscar                                         | Melhor Edição                 | Joi McMillon Nat Sanders                   | Indicado                      |                               |                               |